# 趙贊化
赵赞化（？—1625年），江西九江府德化縣人。明朝政治人物。

## 生平
万历二十八年（1600年）己酉科江西乡试举人，四十一年（1613年）癸丑科進士，四十四年任太仓州知州，天啓初官工部营缮司郎中，管临清砖厂，升南宁府知府。

## 家族
子趙光抃，字彦清，天啓五年进士。鄉人曹欽程父事魏忠賢，驟得太僕少卿。光抃語之曰：「富貴一時，名節千古，君不可不審。」欽程惡之，即日出贊化為南寧知府。南寧惡地，贊化侘傺而死。光抃奔喪歸。